# Lars-Åke Sörbrandt
Lars-Åke Sörbrandt, född 31 januari 1955, är en svensk före detta professionell ishockeyspelare (forward).
Sörbrandt spelade bland annat för Luleå HF i Division 1, säsongen 1980/1981.